# Leptotes marina
Leptotes marina es una especie de Lepidoptera de la familia Lycaenidae. Se encuentra en Sudamérica hasta México, sur de Texas, Arizona y California.

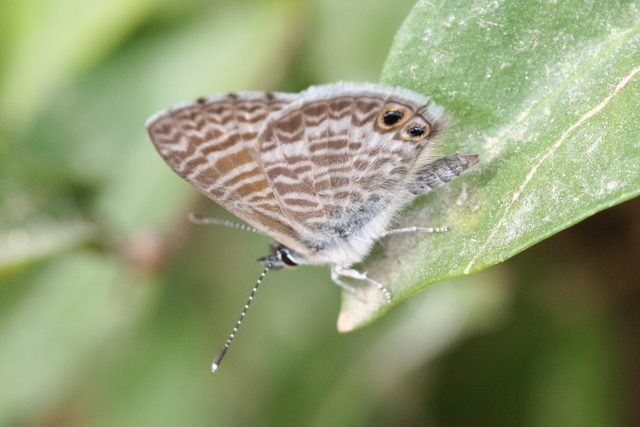

Tiene una envergadura de alas de 22–29 mm. Los adultos se encuentran en vuelo desde abril hasta septiembre en el norte y todo en año en el sur.
Las larvas se alimentan de Astragalus, Amorpha californica, Acacia greggii, Dalea purpurea, Dolichos lablab, Galactia, Glycyrrhiza lepidota, Prosopis glandulosa, Lysiloma thornberi, Lathyrus odoratus, Medicago sativa, Lotus scoparius dendroides, Phaseolus, Wisteria sinensis y Plumbago.